# 뱀목거북과
뱀목거북과(Chelidae)는 거북목 곡경아목에 속하는 파충류 과이다. 오스트레일리아와 뉴기니섬, 인도네시아의 일부, 그리고 남아메리카 대부분의 지역에 걸쳐 분포한다. 많은 거북을 포함하고 있는 대형 과로 화석 종의 역사가 백악기까지 거슬러 올라간다. 모든 종이 곤드와나 대륙에 기원을 두고 있으며, 현존종이든 화석종이든 곤드와나 대륙 바깥 지역에서 발견되는 종은 없다.

## 하위 분류
- 뱀목거북아과 (Chelodininae)
  - 뱀목거북속 (Chelodina)
  - Elseya
  - Elusor
  - 에미두라속 (Emydura)
  - Flaviemys
  - Myuchelys
  - Pseudemydura
  - Rheodytes
- 마타마타거북아과 (Chelinae)
  - Acanthochelys
  - 마타마타거북속 (Chelus)
  - Mesoclemmys
  - 개구리머리거북속 (Phrynops)
  - Platemys
  - Rhinemys
- 히드로메두사아과 (Hydromedusinae)
  - 히드로메두사속 (Hydromedusa)